# Mar calcítico

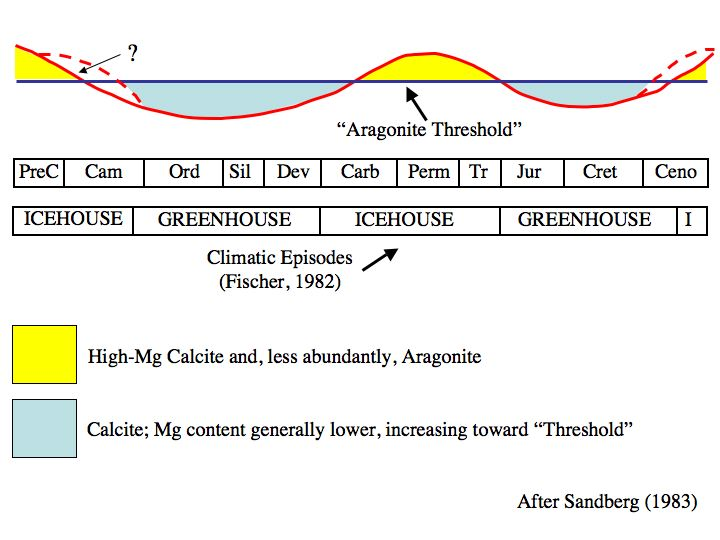
Alternancia de mares calcíticos y aragoníticos a lo largo del tiempo geológico

Un mar calcítico es uno en el que la calcita baja en magnesio es el principal precipitado inorgánico de carbonato de calcio marino. Un mar aragonítico es la química alternativa del agua de mar en la cual la aragonita y la calcita de alto magnesio son los principales precipitados de carbonato inorgánico. Los océanos Paleozoico Temprano y Mesozoico Medio y Tardío fueron predominantemente mares calcíticos, mientras que el Paleozoico Medio a través del Mesozoico Temprano y el Cenozoico (incluso hoy) se caracterizan por mares aragoníticos (Wilkinson et al., 1985; Wilkinson y Given, 1986; Morse y Mackenzie, 1990; Hardie 1996; Lowenstein et al., 2001; Palmer y Wilson, 2004).
Los efectos geológicos y biológicos más importantes de las condiciones del mar de calcita incluyen la formación rápida y generalizada de precipitados duros de carbonato (Palmer, 1982; Palmer et al., 1988; Wilson y Palmer, 1992), ooides calcíticos (Sandberg, 1983; Wilkinson et al. 1985), cementos de calcita (Wilkinson y Given, 1986) y la disolución contemporánea de las cáscaras de aragonito en mares cálidos poco profundos (Cherns y Wright, 2000; Palmer y Wilson, 2004). Los terrenos duros eran muy comunes, por ejemplo, en los mares de calcita del Ordovícico y el Jurásico, pero prácticamente ausentes de los mares aragonitos del Pérmico (Palmer, 1982).
Los fósiles de organismos invertebrados que se encuentran en los depósitos marinos de calcita suelen estar dominados por conchillas gruesas de calcita y/o esqueletos (Wilkinson, 1979; Stanley y Hardie, 1998, 1999; Porter, 2007), fueron infaunales y/o tenían perióstraco grueso (Pojeta, 1971), o tenían una capa interna de aragonita y una capa exterior de calcita (Harper et al., 1997). Aparentemente, esto se debía a que la aragonita se disolvía rápidamente en el lecho marino y tuvo que ser evitado o protegido como biomineral (Palmer y Wilson, 2004).
Los mares de calcita coincidieron con los tiempos de rápida expansión del lecho marino y las condiciones globales del clima de invernadero (Stanley y Hardie, 1999). Los centros de expansión del lecho marino ciclan el agua de mar a través de las fuentes hidrotermales, reduciendo la proporción de Mg/Ca en el agua de mar a través del metamorfismo de minerales ricos en calcio en basalto a arcillas ricas en magnesio (Wilkinson y Given, 1986; Lowenstein et al., 2001). Esta reducción en la relación Mg/Ca favorece la precipitación de calcita sobre aragonito. El aumento de la expansión del lecho marino también significa un mayor vulcanismo y niveles elevados de dióxido de carbono en la atmósfera y los océanos. Esto también puede tener un efecto sobre qué polimorfo de carbonato de calcio se precipita (Lowenstein et al., 2001). Además, las altas concentraciones de calcio del agua de mar favorecen el entierro de CaCO3, eliminando así la alcalinidad del océano, disminuyendo el pH del agua de mar y reduciendo el buffer ácido / base.